# Nikī Sidīropoulou
Nikī-Katerina Sidīropoulou (in greco Νίκη-Κατερίνα Σιδηροπούλου?; Budapest, 11 aprile 1974) è una schermitrice greca, specializzata nella spada. Ha vinto una medaglia d'argento ai Campionati europei di scherma.